# José Ángel Pérez Cebrián
José Ángel Pérez Cebrián (Alicante, España, 28 de octubre de 1975), conocido como Pepín, es un exfutbolista español. Jugaba como delantero.

## Biografía
Pepín empezó en las categorías inferiores del Hércules C. F. y, posteriormente, fichó por el F. C. Barcelona, donde llegó a jugar con el segundo equipo en la temporada 1997/98.
En la temporada 1998/99 se incorpora al Valencia C. F. Mestalla y, tras un breve paso por el C. D. Numancia de Soria, ficha por el C. D. Badajoz en la temporada 1999/2000. El 18 de diciembre de 1999 debuta en Segunda División en la jornada 19, en un partido disputado entre el Badajoz y la U. D. Salamanca (2-2).
En 2002 emigró a Portugal para jugar con el Club Sport Marítimo, donde solamente estuvo una temporada. Después de una temporada en el Hércules, dos en la Cultural y Deportiva Leonesa, y una en el Real Oviedo, ficha por el Villajoyosa C. F.

## Trayectoria
- 1995/97 F. C. Barcelona "C"
- 1997/98 F. C. Barcelona "B"
- 1998/99 Valencia C. F. Mestalla
- 1999 C. D. Numancia de Soria
- 1999/02 C. D. Badajoz
- 2002/03 Club Sport Marítimo
- 2003/04 Hércules C. F.
- 2004/06 Cultural y Deportiva Leonesa
- 2006/07 Real Oviedo
- 2007/08 Villajoyosa C. F.
- 2008/09 C. D. Alcoyano
- 2009/10 Villajoyosa C. F.
- 2010/11 C. D. Denia

- Datos: Q9014980